# Sturgis (Michigan)
Sturgis é uma cidade localizada no estado americano de Michigan, no Condado de St. Joseph.

## Demografia
Segundo o censo americano de 2000, a sua população era de 11.285 habitantes.
Em 2006, foi estimada uma população de 11.065, um decréscimo de 220 (-1.9%).

## Geografia
De acordo com o United States Census Bureau tem uma área de
15,4 km², dos quais 15,4 km² cobertos por terra e 0,0 km² cobertos por água. Sturgis localiza-se a aproximadamente 279 m acima do nível do mar.

## Localidades na vizinhança
O diagrama seguinte representa as localidades num raio de 20 km ao redor de Sturgis.